# Іваново (Вилєво)
45°44′ пн. ш. 18°07′ сх. д. / 45.73° пн. ш. 18.12° сх. д.
Іваново (хорв. Ivanovo) — населений пункт у Хорватії, у Осієцько-Баранській жупанії у складі громади Вилєво.

## Населення
Населення за даними перепису 2011 року становило 290 осіб.
Динаміка чисельності населення поселення:

## Клімат
Середня річна температура становить 11,16 °C, середня максимальна – 25,44 °C, а середня мінімальна – -5,95 °C. Середня річна кількість опадів – 667 мм.
| Клімат поселення                              | Клімат поселення | Клімат поселення | Клімат поселення | Клімат поселення | Клімат поселення | Клімат поселення | Клімат поселення | Клімат поселення | Клімат поселення | Клімат поселення | Клімат поселення | Клімат поселення | Клімат поселення |
| Показник                                      | Січ.             | Лют.             | Бер.             | Квіт.            | Трав.            | Черв.            | Лип.             | Серп.            | Вер.             | Жовт.            | Лист.            | Груд.            |                  |
| Середній максимум, °C                         | 5,70             | 7,98             | 12,48            | 17,18            | 22,38            | 25,44            | 25,18            | 24,68            | 20,38            | 14,99            | 9,18             | 5,10             |                  |
| Середня температура, °C                       | −0,13            | 2,11             | 6,64             | 11,35            | 16,55            | 19,61            | 21,56            | 21,06            | 16,70            | 11,38            | 5,54             | 1,50             |                  |
| Середній мінімум, °C                          | −5,95            | −3,7             | 0,81             | 5,53             | 10,74            | 13,78            | 17,93            | 17,42            | 13,10            | 7,71             | 1,90             | −2,18            |                  |
| Норма опадів, мм                              | 40               | 36               | 40               | 53               | 64               | 85               | 62               | 62               | 53               | 56               | 65               | 51               |                  |
| Середньомісячна швидкість вітру, м/с          | 2.30             | 2.60             | 2.87             | 2.78             | 2.40             | 2.27             | 2.20             | 2.00             | 2.00             | 2.10             | 2.27             | 2.40             |                  |
| Середньомісячна сонячна радіація, кДж/м²·день | 4152             | 6873             | 10725            | 15298            | 19372            | 21522            | 22213            | 20055            | 14777            | 9140             | 4667             | 3430             |                  |
| --------------------------------------------- | ---------------- | ---------------- | ---------------- | ---------------- | ---------------- | ---------------- | ---------------- | ---------------- | ---------------- | ---------------- | ---------------- | ---------------- | ---------------- |
| Джерело:                                      |                  |                  |                  |                  |                  |                  |                  |                  |                  |                  |                  |                  |                  |